# Noasca
Noasca (arpità Novaska) és un municipi italià, situat a la ciutat metropolitana de Torí, a la regió del Piemont. L'any 2007 tenia 187 habitants. Està situat a la Vall d'Orco, una de les Valls arpitanes del Piemont. Limita amb els municipis de Ceresole Reale, Chialamberto, Cogne, Groscavallo, Locana i Valsavarenche.

## Administració
| Període | Identitat              | Partit        |
| ------- | ---------------------- | ------------- |
| 2006-   | Piero Sergio Cucciatti | Llista cívica |